# 005.1999.06
『005.1999.06 』はオム・ジョンファ の5枚目のオリジナルアルバム。1999年6月17日にNURI ENTERTAINMENTよりリリースされた。

## 解説
- 4集アルバム「invitation」で大成功を収めた後、世紀末を間近に控えた1999年にオム・ジョンファ最大のヒット作となった5枚目のオリジナルアルバム「005.1999.06」を1999年6月17日にNURI ENTERTAINMENTよりリリースした。このアルバムでオム・ジョンファはこれまで組んできたチュ・ヨンフンの作品ではなく、キム・チャンファンの作品である「分からない（モルラ）」を最初の活動曲として選んだ。後日、キム・チャンファン本人が出演した番組「KBS不朽の名曲」で語ったように、オム・ジョンファはキム・チャンファンから曲を提供してもらうために、歌手キム・テヨンからボーカル レッスンを受けるなど努力を示した。キム・チャンファンはオム・ジョンファが自分の担当歌手ではないにもかかわらずオム・ジョンファに曲を提供、「分からない（モルラ）」は空前のヒットとなったのである。
- 「分からない（モルラ）」のイメージを「サイバーティック」と位置づけ、そのイメージが視聴者に届くようミュージックビデオ、ステージングの構成を行った。ＭＶの監督にはホン・ジョンホを起用し、「世紀末の不安とめまい」を表現した近未来的なミュージックビデオを製作する。メイクアップアーティストのチョ・ソンアが担当し光沢感のある「サイバーティックメーク」を施し、ファッションデザイナーのイ・サンボンの衣装に水が入ったヘッドホンを着けてステージを行った。また、CLONのカン・ウォルレが振付を担当、キム・テヨンがコーラスで参加した。 この結果「分からない（モルラ）」の影響でＣＤ販売量は前作を越える大成功となった。
- 「分からない（モルラ）」の後継曲にはチュ・ヨンフンとの作品の「FESTIVAL」を選び、この曲も大ヒットとなった。 この曲は当初チュ・ヨンフンがCountry Kokkoのために用意した曲であったが、実際には採用されなかったため、オム・ジョンファに提供することになった。チュ・ヨンフンによると、オム・ジョンファは最初は泣き出すほど歌いたくない思ったそうだ。しかし、「FESTIVAL」はオム・ジョンファの予想以上の大きな成功を収めた。1970年代ディスコ風アレンジと明るい歌詞が受けたのだ。ステージでオム・ジョンファはリゾート風のファッションを披露したが、「ヒッピーファッション」と受け取られ、当時の世紀末の期待と不安が反映された衣装であると解釈された。
- 歌詞カードではキム・ナムジンとポージングを取っているが、彼とは『12月の熱帯夜』でも共演している。
- 「FESTIVAL」は夏の定番曲として定着している。
- 「私の中の彼」ではg.o.dのパク・ジュンヒョンがラップで参加している。

## 収録曲
1. 分からない（モルラ）
活動曲。
2. ガラスの城
3. FESTIVAL
活動曲。
4. 長い午後
5. 最後の機会
6. リモコンとマニキュア
活動曲。
7. SCARLET
活動曲。
8. 私の中の彼
9. Forever
10. 分け合えない愛
11. Spy
12. 分からない（MR）
カセットのみに収録。